# .mw
.mw is het achtervoegsel van domeinen van websites uit Malawi

Registratie is mogelijk onder de volgende tweede niveaudomeinen:
- ac.mw - universitaire instituten
- co.mw - commerciële organisaties
- com.mw - alternatief domein voor commerciële organisaties
- coop.mw - coöperaties
- edu.mw - instituten die universitaire graden verstrekken
- gov.mw - overheidsorganisaties
- int.mw - internationale verdragsorganisaties
- museum.mw - museums
- net.mw - internetorganisaties
- org.mw - non-profitorganisaties